# 女世子
《女世子》（英語：The Heiress），2020年中国大陆架空古裝剧。由姜潮、尤靖茹、王安宇、汤梦佳、吴恙、曹力领衔主演。本劇于2019年4至7月拍摄。於2020年8月13日在腾讯视频首播。

## 播出时间
| 频道     | 所在地 | 播出日期      | 播出时间 | 备注 |
| -------- | ------ | ------------- | -------- | ---- |
| 腾讯视频 | 中国   | 2020年8月13日 |          |      |

## 演员列表

### 主要演员
| 演員   | 角色          | 介紹 |
| 姜潮   | 陈延易        | 大陳國五皇子→大陳國齊王→大陳國皇太子→大陳國皇帝 元皇后楚氏嫡子 沉默寡言、少年老成，喜怒不形於色。出生後三日，胞兄(前太子睿正)因病重(風寒)而夭折，不受父母喜愛。母親沒幾年便離世，臨終前為他做了安排，使他能夠平安長大，深愛元娘，因為元娘失去記憶，後來發現他在京城，為了保護十一讓他留在她原本的宅子，告訴她名字是韓元娘，稱自己為他的相公，元娘的女子身分被皇上知道後，而跟皇上請求賜韓元娘為自己的嫡妻，皇上下旨讓韓元娘成為皇太子妃，但韓元娘已經恢復記憶，誤以為就是他害死韓家軍，皇上駕崩後，登基為大陳的皇帝，原本韓元娘要奉先皇教旨成為皇后，但後來離開。 |
| 尤靖茹 | 韓十一/韓元娘 | 定國公韓繼忠之女"韓元娘→定國公府世子→五皇子陳延易伴讀→定國公韓繼忠之女"韓元娘→大陳國皇太子妃(未封成)→大陳國皇后 (沒當成) 真實身分為定國公韓繼忠之女"韓元娘" 聰明狡黠、樂觀豁達。6歲頂替亡弟韓十一的身分成為世子。父親中年喪子，面臨無嗣便要上繳兵權的危機，為保北境韓家軍不受朝局影響，讓女兒頂替韓十一的身分成為定國公世子，為掩飾女子身分，自小“風流好色、不學無術”，擁有北境第一紈褲的稱號，後來韓家軍遭到王安篱陷害，戰亂中，摔到懸崖，被人所救，失去記憶，在京城再次遇到陳延易，在自己的宅子與陳延易一起生活，後來女子身分被先皇知道後，陳延易請求先皇下旨讓他成為自己的嫡妻，先皇下旨讓他成為皇太子妃，但當時已經恢復記憶，誤以為太子就是害死他們韓家軍，後來太子陳延易登上皇位，原本要奉先皇教旨成為皇后，雖然心中還是愛著皇上，但還是離開。 |
| 王安宇 | 王仲钰        | 王丞相之子 二皇子表弟 風流公子哥，知道韓十一是女子之後，喜歡韓十一。 权倾朝野的王相之子，他有一个非常彪悍的母亲胡氏，一个非常宠爱他的皇后姑妈和一个相当成材能继承家业的兄长。他在没有压力的的环境中轻松长大，直到兄长十九岁考中进士后病逝，灰心失望的王相把目光转到幼子身上。然而他一不爱功名，二反感朝局，对家族大业毫无责任心。 |
| 汤梦佳 | 王希媛        | 王丞相之女 二皇子表妹 性情率真，愛慕五皇子，後來愛上韓十一。 丞相王安篱幼女。她的母亲胡氏，本就是个以彪悍扬名京城的女子。她的火爆脾气完全像了母亲，不像长姐那样知书达理，而且在母亲的溺爱纵容下无人敢惹，一路横着走长到十六岁，遇到韩十一时，却踢到了铁板。 |
| 曹力   | 王安篱        | 大陳丞相 王仲钰、王希媛之父 二皇子舅舅 支持二皇子，一心想拉攏韓家。 权倾朝野的丞相，王仲钰的父亲。身为二皇子的舅家，他很早以前就在为二皇子争储君之位布局。秘密除掉了曾经的韩世子。后妄图拉拢韩家，对儿子有所期待，但儿子无心政事。 |
| 吴恙   | 楚湘月        | 陈延易表妹 喜歡陳延易，一心想當上皇后，告訴失憶的韓元娘，陳延易就是當今太子，讓他認為陳延易一直在欺騙她，後來被陳延易知道都是他在暗中陷害，被封為和蔚郡主，並送去西域和親。 楚大将军养女。本是楚家旁支的女儿五皇子的表妹，因心仪五皇子而仇视韩十一。表面上为人清高，多才多艺，以姑母元皇后楚氏为榜样，实则心胸狭窄，出手狠辣。 |

### 其他演员
| 演員     | 角色     | 介紹 |
| 郑国霖   | 陈承澜   | 大陳國皇帝 一心想收回韓家軍兵權，駕崩前成全陳延易迎娶韓元娘為皇太子妃。 大陈皇帝。为低等妃嫔所生，年少时一直被忽视，却性格隐忍狡诈，设计迎娶了楚国公的女儿楚氏为妻，后终于在兄长们夺嫡失败后，获渔翁之利登上帝位。因楚家是襄助他登上皇位的功臣，他总觉得自己受制于楚家，一直想要除掉楚家，却总是不能实现，半辈子都活在楚家阴影里，导致他无法正视有楚家血统的五皇子。 |
| 郑罗茜   | 王雲舒   | 大陳皇后 二皇子陳延昊之母 |
| 宋涵宇   | 陳延昊   | 二皇子 二皇子郑王。在天下人眼里，他是出生起就最得圣宠的皇子，母亲成为继后又使他从庶变嫡，似乎占尽了便宜。然而他从小就在皇弟五皇子的阴影里长大，那个终日面无表情却无所不能的皇弟，总是把他视作无物。为自己，为母后，他都必须成为储君，必须把那个人踩在脚下。 |
| 孫毅     | 寄野     | 陈延易侍從 |
| 凌非凡   | 新亭     | 陈延易侍從 五皇子阵营中的“安全卫士”，性格冷峻凌厉、机智勇猛，从小与五皇子一起长大，对其忠心耿耿公私分明。身为五皇子身边的左膀右臂，无时无刻不守护着皇子的安危。 |
| 于彥凱   | 韓繼忠   | 韓十一父親 |
| 張青     | 韓老太君 | 韓十一姑祖母 沈成雋祖母 |
| 李欣澤   | 沈成雋   | 韓十一表哥 與韓元娘有婚約，但因"韓元娘"早夭，而不了了之。韩十一进京入国子监念書的同學。 |
| 季美含   | 金子     | 韓十一侍女 |
| 王瑄     | 銀子     | 韓十一侍女 |
| 方曉莉   | 胡氏     | 王仲钰母親 |
| 譚泉     | 顧萬     | 王仲钰小弟 |
| 劉楊     | 廖吉昌   | 王仲钰小弟 |
| 謝林彤   | 秦婉寧   | 秦府小姐 第5集一出場就被韓十一扒裙子。 |
| 陸進     | 薛嘉     | 青州知府薛甫良之子 小時候因韓十一經常被薛甫良揍。 |
| 馮俊熙   | 周學章   | 掌議 出身貧寒。韩十一进京入国子监念書的同學。 |
| 張何昊臻 | 林包子   | 草頭大夫 本名林禳，因愛吃包子，而被大家叫林包子。 |

## 电视剧歌曲
| 曲序 | 曲目                     |        | 作曲   | 编曲       | 演唱       |
| ---- | ------------------------ | ------ | ------ | ---------- | ---------- |
| 1.   | 無法形容（片头曲）       | 呂雯   | 呂雯   | 姚雷、鍾強 | 张玮、呂雯 |
| 2.   | 他/她（片尾曲）          | 羅小佳 | 羅小佳 | 趙明馳     | 金志文     |
| 3.   | 别等（插曲）             | 羅小佳 | 羅小佳 | 姚雷、鍾強 | 姜潮       |
| 4.   | 花開了（插曲）           | 呂雯   | 呂雯   | 趙明馳     | 呂雯       |
| 5.   | 花開了（特邀版）（插曲） | 呂雯   | 呂雯   | 趙明馳     | 吳恙       |